# Liste der Olympiasieger im Fechten/Medaillengewinnerinnen
Diese Liste ist Teil der Liste der Olympiasieger im Fechten. Sie führt sämtliche Medaillengewinnerinnen in den Fecht-Wettbewerben bei Olympischen Sommerspielen auf. Die Liste ist gegliedert nach Disziplinen, die aktuell zum Wettkampfprogramm gehören und nach nicht mehr ausgetragenen Disziplinen.

## Heutige Disziplinen

### Florett Einzel
| Olympia | Gold                    | Silber                  | Bronze                |
| ------- | ----------------------- | ----------------------- | --------------------- |
| 1924    | Ellen Osiier            | Gladys Davis            | Grete Heckscher       |
| 1928    | Helene Mayer            | Muriel Freeman          | Olga Oelkers          |
| 1932    | Ellen Müller-Preis      | Judy Guinness           | Erna Bogen            |
| 1936    | Ilona Elek              | Helene Mayer            | Ellen Müller-Preis    |
| 1948    | Ilona Elek              | Karen Lachmann          | Ellen Müller-Preis    |
| 1952    | Irene Camber            | Ilona Elek              | Karen Lachmann        |
| 1956    | Gillian Sheen           | Olga Orbán              | Renée Garilhe         |
| 1960    | Heidi Schmid            | Walentina Rastworowa    | Maria Vicol           |
| 1964    | Ildikó Ujlakiné-Rejtő   | Helga Mees              | Antonella Ragno-Lonzi |
| 1968    | Jelena Nowikowa         | Pilar Roldán            | Ildikó Ujlakiné-Rejtő |
| 1972    | Antonella Ragno-Lonzi   | Ildikó Bóbis            | Galina Gorochowa      |
| 1976    | Ildikó Schwarczenberger | Maria Consolata Collino | Jelena Nowikowa       |
| 1980    | Pascale Trinquet        | Magda Maros             | Barbara Wysoczańska   |
| 1984    | Luan Jujie              | Cornelia Hanisch        | Dorina Vaccaroni      |
| 1988    | Anja Fichtel            | Sabine Bau              | Zita Funkenhauser     |
| 1992    | Giovanna Trillini       | Wang Huifeng            | Tatjana Sadowskaja    |
| 1996    | Laura Badea-Cârlescu    | Valentina Vezzali       | Giovanna Trillini     |
| 2000    | Valentina Vezzali       | Rita König              | Giovanna Trillini     |
| 2004    | Valentina Vezzali       | Giovanna Trillini       | Sylwia Gruchała       |
| 2008    | Valentina Vezzali       | Nam Hyun-hee            | Margherita Granbassi  |
| 2012    | Elisa Di Francisca      | Arianna Errigo          | Valentina Vezzali     |
| 2016    | Inna Deriglasowa        | Elisa Di Francisca      | Inès Boubakri         |
| 2020    | Lee Kiefer              | Inna Deriglasowa        | Larissa Korobeinikowa |
| 2024    | Lee Kiefer              | Lauren Scruggs          | Eleanor Harvey        |

### Florett Mannschaft
| Olympia | Gold | Silber | Bronze |
| ------- | --- | --- | --- |
| 1960    | Sowjetunion Galina Gorochowa Tazzjana Pjatrenka-Samussenka Walentina Prudskowa Walentina Rastworowa Alexandra Sabelina Ljudmila Schischowa | Ungarn Lídia Dömölky-Sákovics Katalin Juhász Magda Nyári-Kovács Ildikó Ujlakiné-Rejtő Györgyi Székely-Marvalics          | Italien Irene Camber Velleda Cesari Bruna Colombetti Claudia Pasini Antonella Ragno-Lonzi                     |
| 1964    | Ungarn Lídia Dömölky-Sákovics Katalin Juhász Paula Marosi Judit Ágoston-Mendelényi Ildikó Ujlakiné-Rejtő                                   | Sowjetunion Galina Gorochowa Walentina Prudskowa Tazzjana Pjatrenka-Samussenka Walentina Rastworowa Ljudmila Schischowa  | Deutschland Helga Mees Rosemarie Scherberger Heidi Schmid Gudrun Theuerkauff                                  |
| 1968    | Sowjetunion Galina Gorochowa Jelena Nowikowa Alexandra Sabelina Tazzjana Pjatrenka-Samussenka Swetlana Tschirkowa                          | Ungarn Ildikó Bóbis Lídia Dömölky-Sákovics Mária Gulácsy Paula Marosi Ildikó Ujlakiné-Rejtő                              | Rumänien Ana Derșidan Ileana Gyulai Ecaterina Iencic Olga Szabó-Orbán Maria Vicol                             |
| 1972    | Sowjetunion Galina Gorochowa Jelena Nowikowa Alexandra Sabelina Tazzjana Pjatrenka-Samussenka Swetlana Tschirkowa                          | Ungarn Ildikó Bóbis Mária Szolnoki Ildikó Ujlakiné-Rejtő Ildikó Rónay Ildikó Schwarczenberger                            | Rumänien Ana Derșidan Ileana Gyulai Ecaterina Iencic Olga Szabó-Orbán                                         |
| 1976    | Sowjetunion Nailja Giljasowa Olga Knjasewa Walentina Nikonowa Jelena Nowikowa Walentina Sidorowa                                           | Frankreich Brigitte Gapais-Dumont Claudette Herbster-Josland Brigitte Latrille-Gaudin Christine Muzio Véronique Trinquet | Ungarn Ildikó Bóbis Edit Kovács Magda Maros Ildikó Ujlakiné-Rejtő Ildikó Schwarczenberger                     |
| 1980    | Frankreich Isabelle Boéri-Bégard Véronique Brouquier Brigitte Latrille-Gaudin Christine Muzio Pascale Trinquet                             | Sowjetunion Nailja Giljasowa Jelena Nowikowa Walentina Sidorowa Irina Uschakowa Larissa Zagarajewa                       | Ungarn Edit Kovács Magda Maros Ildikó Schwarczenberger Gertrúd Stefanek Zsuzsanna Szőcs                       |
| 1984    | BR Deutschland Sabine Bischoff Zita Funkenhauser Cornelia Hanisch Christiane Weber Ute Wessel                                              | Rumänien Aurora Dan Elisabeta Guzganu Marcela Moldovan-Zsak Rozalia Oros Monika Weber                                    | Frankreich Véronique Brouquier Brigitte Latrille-Gaudin Anne Meygret Laurence Modaine-Cessac Pascale Trinquet |
| 1988    | BR Deutschland Sabine Bau Anja Fichtel Zita Funkenhauser Annette Klug Christiane Weber                                                     | Italien Francesca Bortolozzi Annapia Gandolfi Lucia Traversa Dorina Vaccaroni Margherita Zalaffi                         | Ungarn Zsuzsanna Jánosi Edit Kovács Gertrúd Stefanek Zsuzsanna Szőcs Katalin Tuschák                          |
| 1992    | Italien Diana Bianchedi Francesca Bortolozzi Giovanna Trillini Dorina Vaccaroni Margherita Zalaffi                                         | Deutschland Sabine Bau Annette Dobmeier Anja Fichtel Zita Funkenhauser Monika Weber                                      | Rumänien Laura Badea-Cârlescu Roxana Dumitrescu Claudia Grigorescu Elisabeta Guzganu Reka Szabo               |
| 1996    | Italien Francesca Bortolozzi Giovanna Trillini Valentina Vezzali                                                                           | Rumänien Laura Badea-Cârlescu Reka Szabo Roxana Scarlat                                                                  | Deutschland Sabine Bau Anja Fichtel Monika Weber                                                              |
| 2000    | Italien Diana Bianchedi Giovanna Trillini Valentina Vezzali                                                                                | Polen Sylwia Gruchała Magdalena Mroczkiewicz Anna Rybicka Barbara Wolnicka                                               | Deutschland Sabine Bau Rita König Monika Weber                                                                |
| 2004    | keine Austragung | keine Austragung | keine Austragung                                                                                              |
| 2008    | Russland Swetlana Boiko Jewgenija Lamonowa Wiktorija Nikischina Aida Schanajewa                                                            | Vereinigte Staaten Emily Cross Erinn Smart Hanna Thompson                                                                | Italien Margherita Granbassi Ilaria Salvatori Giovanna Trillini Valentina Vezzali                             |
| 2012    | Italien Valentina Vezzali Elisa Di Francisca Arianna Errigo Ilaria Salvatori                                                               | Russland Inna Deriglasowa Kamilla Gafursjanowa Larissa Korobeinikowa Aida Schanajewa                                     | Südkorea Jeon Hee-sook Jung Gil-ok Nam Hyun-hee Oh Ha-na                                                      |
| 2016    | keine Austragung | keine Austragung | keine Austragung                                                                                              |
| 2020    | ROC Inna Deriglasowa Larissa Korobeinikowa Adelina Sagidullina Marta Martjanowa                                                            | Frankreich Anita Blaze Astrid Guyart Pauline Ranvier Ysaora Thibus                                                       | Italien Erica Cipressa Arianna Errigo Martina Batini Alice Volpi                                              |
| 2024    | Vereinigte Staaten Jacqueline Dubrovich Lee Kiefer Lauren Scruggs Maia Weintraub                                                           | Italien Arianna Errigo Martina Favaretto Alice Volpi Francesca Palumbo                                                   | Japan Sera Azuma Yūka Ueno Karin Miyawaki Komaki Kikuchi                                                      |

### Degen Einzel
| Olympia | Gold                  | Silber                 | Bronze                |
| ------- | --------------------- | ---------------------- | --------------------- |
| 1996    | Laura Flessel-Colovic | Valérie Barlois        | Gyöngyi Szalay        |
| 2000    | Tímea Nagy            | Gianna Hablützel-Bürki | Laura Flessel-Colovic |
| 2004    | Tímea Nagy            | Laura Flessel-Colovic  | Maureen Nisima        |
| 2008    | Britta Heidemann      | Ana Maria Brânză       | Ildikó Mincza-Nébald  |
| 2012    | Jana Schemjakina      | Britta Heidemann       | Sun Yujie             |
| 2016    | Emese Szász           | Rossella Fiamingo      | Sun Yiwen             |
| 2020    | Sun Yiwen             | Ana Maria Popescu      | Katrina Lehis         |
| 2024    | Vivian Kong           | Auriane Mallo-Breton   | Eszter Muhari         |

### Degen Mannschaft
| Olympia | Gold                                                                      | Silber                                                                                           | Bronze                                                                                    |
| ------- | ------------------------------------------------------------------------- | ------------------------------------------------------------------------------------------------ | ----------------------------------------------------------------------------------------- |
| 1996    | Frankreich Laura Flessel-Colovic Sophie Moressée-Pichot Valérie Barlois   | Italien Laura Chiesa Elisa Uga Margherita Zalaffi                                                | Russland Karina Asnawurjan Julija Garajewa Marija Masina                                  |
| 2000    | Russland Karina Asnawurjan Oxana Jermakowa Tatjana Logunowa Marija Masina | Schweiz Gianna Hablützel-Bürki Sophie Lamon Diana Romagnoli                                      | Volksrepublik China Li Na Liang Qin Yang Shaoqi                                           |
| 2004    | Russland Karina Asnawurjan Oxana Jermakowa Tatjana Logunowa Anna Siwkowa  | Deutschland Claudia Bokel Imke Duplitzer Britta Heidemann                                        | Frankreich Sarah Daninthe Laura Flessel-Colovic Hajnalka Király-Picot Maureen Nisima      |
| 2008    | keine Austragung                                                          | keine Austragung                                                                                 | keine Austragung                                                                          |
| 2012    | Volksrepublik China Li Na Luo Xiaojuan Sun Yujie Xu Anqi                  | Südkorea Choi In-jeong Choi Eun-sook Jung Hyo-jung Shin A-lam                                    | Vereinigte Staaten Susie Scanlan Courtney Hurley Kelley Hurley Maya Lawrence              |
| 2016    | Rumänien Loredana Dinu Simona Gherman Simona Pop Ana Maria Popescu        | Volksrepublik China Hao Jialu Sun Yiwen Sun Yujie Xu Anqi                                        | Russland Olga Kotschnewa Wioletta Kolobowa Tatjana Logunowa Ljubow Schutowa               |
| 2020    | Estland Julia Beljajeva Erika Kirpu Irina Embrich Katrina Lehis           | Südkorea Choi In-jeong Kang Young-mi Song Se-ra Lee Hye-in                                       | Italien Rossella Fiamingo Federica Isola Mara Navarria Alberta Santuccio                  |
| 2024    | Italien Rossella Fiamingo Mara Navarria Giulia Rizzi Alberta Santuccio    | Frankreich Marie-Florence Candassamy Alexandra Louis-Marie Auriane Mallo-Breton Coraline Vitalis | Polen Aleksandra Jarecka Alicja Klasik Renata Knapik-Miazga Martyna Swatowska-Wenglarczyk |

### Säbel Einzel
| Olympia | Gold                | Silber         | Bronze        |
| ------- | ------------------- | -------------- | ------------- |
| 2004    | Mariel Zagunis      | Tan Xue        | Sada Jacobson |
| 2008    | Mariel Zagunis      | Sada Jacobson  | Rebecca Ward  |
| 2012    | Kim Ji-yeon         | Sofja Welikaja | Olha Charlan  |
| 2016    | Jana Jegorjan       | Sofja Welikaja | Olha Charlan  |
| 2020    | Sofija Posdnjakowa  | Sofja Welikaja | Manon Brunet  |
| 2024    | Manon Apithy-Brunet | Sara Balzer    | Olha Charlan  |

### Säbel Mannschaft
| Olympia | Gold                                                                          | Silber                                                                 | Bronze                                                                            |
| ------- | ----------------------------------------------------------------------------- | ---------------------------------------------------------------------- | --------------------------------------------------------------------------------- |
| 2008    | Ukraine Olha Charlan Olena Chomrowa Olha Schownir Halyna Pundyk               | Volksrepublik China Tan Xue Ni Hong Bao Yingying Huang Haiyang         | Vereinigte Staaten Sada Jacobson Rebecca Ward Mariel Zagunis                      |
| 2012    | keine Austragung                                                              | keine Austragung                                                       | keine Austragung                                                                  |
| 2016    | Russland Jekaterina Djatschenko Julija Gawrilowa Jana Jegorjan Sofja Welikaja | Ukraine Olha Charlan Alina Komaschtschuk Olena Krawazka Olena Woronina | Vereinigte Staaten Monica Aksamit Ibtihaj Muhammad Dagmara Wozniak Mariel Zagunis |
| 2020    | ROC Sofija Posdnjakowa Sofja Welikaja Olga Nikitina                           | Frankreich Sara Balzer Cécilia Berder Manon Brunet Charlotte Lembach   | Südkorea Kim Ji-yeon Yoon Ji-su Seo Ji-yeon Choi Soo-yeon                         |
| 2024    | Ukraine Olha Charlan Alina Komaschtschuk Olena Krawazka Julija Bakastowa      | Südkorea Choi Se-bin Jeon Ha-young Jeon Eun-hye Yoon Ji-su             | Japan Misaki Emura Risa Takashima Shihomi Fukushima Seri Ozaki                    |